# Top Gun – Sie fürchten weder Tod noch Teufel
Top Gun – Sie fürchten weder Tod noch Teufel ist ein US-amerikanisches Action-Drama von Tony Scott aus dem Jahr 1986. In der Hauptrolle spielt Tom Cruise einen Kampfpiloten der United States Navy.
Der von Jerry Bruckheimer produzierte Film spielte weltweit an den Kinokassen 356,8 Millionen US-Dollar ein. Das Produktionsbudget betrug 15 Millionen US-Dollar. Die Herstellung des Films wurde vom US-Verteidigungsministerium finanziell und durch Logistik unterstützt.
Im Februar 2013 kam der Spielfilm digital überarbeitet und im Format IMAX 3D kurzzeitig noch einmal in ausgewählte Kinos.

## Handlung

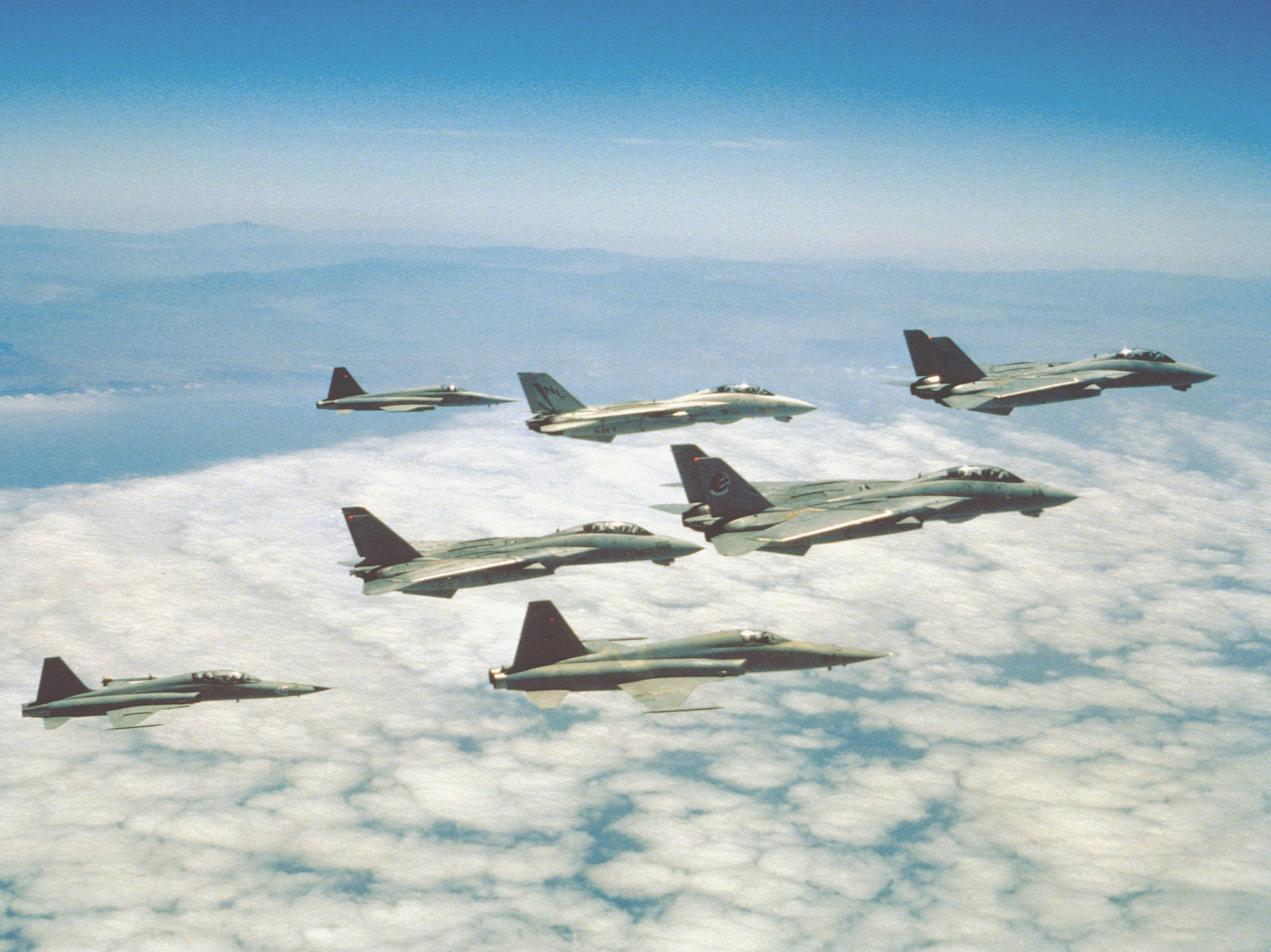
Formation von F-14A Tomcats und F-5E/F Tiger II der Navy Fighter Weapons School, die für die Drehs der Luftkämpfe zum Einsatz kamen

Lieutenant Pete „Maverick“ Mitchell ist ein Kampfpilot bei der United States Navy, stationiert als Pilot einer F-14 Tomcat auf dem Flugzeugträger Enterprise. Maverick ist der Sohn des Kampfpiloten Duke Mitchell, der 1965 während des Vietnamkriegs abgeschossen wurde und seitdem als vermisst gilt. Die genauen Umstände des Absturzes sind als Verschlusssache eingestuft und Maverick unbekannt; er leidet aber unter dem kursierenden Gerücht, sein Vater wäre bei einem Kampfeinsatz desertiert.
Die Handlung beginnt „irgendwo im Indischen Ozean“ mit Maverick und seinem Waffensystemoffizier (engl. Radar Intercept Officer [RIO]) Nick „Goose“ Bradshaw auf einem Patrouillenflug als Flügelmann von „Cougar“ und dessen RIO „Merlin“. Die Rotte erhält den Auftrag, ein in den Luftraum des Flugzeugträgers eingedrungenes unidentifiziertes Flugzeug abzufangen. Die feindlichen Radarsichtungen werden als zwei Kampfflugzeuge vom (fiktiven) Typ MiG-28 identifiziert. Diese haben sich bereits auf 250 Meilen dem Flugzeugträger genähert. Maverick trennt sich von Cougar und schüchtert beide Eindringlinge erfolgreich ein, indem er das erste Flugzeug mit seinem Zielradar anvisiert und sich anschließend in Schussposition hinter das zweite Flugzeug bringt, das Cougar verfolgt.
Obwohl die beiden feindlichen Flugzeuge daraufhin abdrehen, erleidet Cougar durch das Geschehen eine Panikattacke. Den wiederholten Befehl des Kommandeurs „Stinger“ (engl. Commander Air Group [CAG]) zur Rückkehr zum Flugzeugträger kann er wegen seiner Panikstörung und Desorientierung nicht mehr folgen. Maverick, der wie Cougar nur noch wenig Treibstoff an Bord hat, widersetzt sich Stingers Befehl zur unverzüglichen Landung, um Cougar und sein Flugzeug letztlich erfolgreich zum Flugzeugträger zurückzuleiten.
Cougar ist aufgrund der überstandenen Gefahr, seine Frau beinahe zur Witwe und sein Kind zur Halbwaise gemacht zu haben, nach dem Vorfall derart verunsichert, dass er seinen Abschied als Kampfpilot freiwillig einreicht. Durch diesen Umstand werden Maverick und Goose als zuvor zweitbestes Flugteam im Geschwader von Stinger widerwillig und trotz der begangenen Gehorsamsverweigerung für die Elitenausbildung bei der United States Navy Fighter Weapons School in Miramar, genannt Top Gun, abkommandiert.
Gleich zu Beginn der Ausbildung gerät Maverick in eine Rivalität mit dem ähnlich ehrgeizigen Flugschüler Tom „Iceman“ Kazanski und bekommt Probleme, da seine rücksichtslose Flugweise zwar erfolgreich ist und er Luftkämpfe wie gegen den Ausbilder Lieutenant Commander Rick „Jester“ Heatherly gewinnen kann, dabei jedoch wiederholt Einsatzregeln verletzt und sich wenig teamfähig zeigt. Während eines simulierten Luftkampfes an der Seite von Pilot „Hollywood“ und RIO „Wolfman“ verlässt er diese, um eigenmächtig den Chefausbilder Commander Mike „Viper“ Metcalf zu jagen. Obwohl Maverick den erfahrenen Piloten erfolgreich herausfordern kann, wird er letztlich von Vipers Flügelmann Jester simuliert abgeschossen, da dieser zwischenzeitlich den Luftkampf gegen Hollywood und Wolfman für sich entscheiden konnte.
Außerhalb des Luftwaffenstützpunkts lernt Maverick in einer Bar Charlotte Blackwood kennen, nicht wissend, dass die attraktive Frau eine zivile Ausbilderin mit dem Codenamen „Charlie“ bei Top Gun ist. Er beeindruckt Charlie während einer Unterrichtsstunde mit seinen detaillierten, eigentlich geheimen Kenntnissen über die Flugeigenschaften der ihm begegneten MiG-28. Charlie geht letztlich auf Mavericks Avancen ein, und die beiden beginnen eine heimliche Affäre.
Während des nächsten Einsatzes jagen Maverick und Iceman zusammen Jester. Maverick versucht, aus guter Position sein Feuerleitradar auf Jesters A-4 Skyhawk aufzuschalten, wird dabei jedoch vom dicht vorausfliegenden Iceman behindert. Als dieser schließlich abdreht, um die Schussbahn für Maverick freizumachen, gerät dessen F-14 in den Abgasstrahl, und die beiden Triebwerke erlöschen nacheinander durch Flammabriss. Ohne Schub kommt es zum Strömungsabriss, und die Maschine gerät in ein unkontrollierbares Flachtrudeln. Bei dem Versuch der beiden Piloten, sich mit dem Schleudersitz aus dem abstürzenden Flugzeug zu retten, wird Goose in das noch nicht vollständig entfernte Cockpitdach geschossen und stirbt.
Gooses junge Witwe Carol macht Maverick, der der beste Freund ihres Mannes war, keine Vorwürfe. Obwohl auch die Flugunfallkommission Maverick von der Verantwortung für das Unglück freispricht, ist er dennoch von Schuldgefühlen überwältigt und zunächst unfähig, weitere fliegerische Wagnisse einzugehen. Während einer weiteren Trainingseinheit mit Jester dreht Maverick trotz günstiger Schussposition mutlos ab, sehr zur Verwunderung und Verärgerung seines neuen RIO „Sundown“.
Verunsichert durch sein Zaudern, überlegt Maverick, ob er weiterhin in der Navy bleiben will. Als er Viper um Rat fragt, riskiert dieser seine Karriere, um Maverick die Wahrheit über dessen Vater und sein Verbleiben in Vietnam zu erzählen: Obwohl die F-4 Phantom II von Duke Mitchell während eines heftigen Luftkampfes getroffen wurde, weigerte er sich zurückzufliegen und rettete drei weitere Piloten, bevor sein Kampfflugzeug abstürzte. Obwohl diese Tat ihn normalerweise für die Medal of Honor qualifiziert hätte, wurde das Ereignis vom Außenministerium der Vereinigten Staaten als Geheimsache eingestuft und vertuscht, da das Gefecht außerhalb des vietnamesischen Luftraums stattfand und die US-amerikanische Regierung einen internationalen Zwischenfall vermeiden wollte. Nun entscheidet sich Maverick, zu Top Gun zurückzukehren.
Während der Abschlussfeier werden Iceman, Slider, Hollywood, Wolfman und Maverick überraschend auf die USS Enterprise abkommandiert, in deren Nähe ein US-amerikanisches Spionageschiff antriebslos in feindlichen Gewässern treibt. Bis zu dessen Reparatur soll die Rotte um Iceman und Hollywood den Luftraum überwachen, während Maverick und RIO Merlin in Bereitschaft als Alarmrotte am Startkatapult auf dem Flugzeugträger bleiben. Hollywood und Iceman werden auf ihrer Patrouille gleichzeitig von sechs MiGs angegriffen und Hollywoods F-14 wird abgeschossen, während Iceman angeschossen weiterfliegen kann. Nach Mavericks Katapultstart versagt die Startanlage, weshalb Maverick und Iceman für längere Zeit die einzigen Kampfflugzeuge in der Luft bleiben.
Als Maverick den Ort der Kampfhandlungen erreicht, gerät seine F-14 unbeabsichtigterweise erneut in die Wirbelschleppen einer MiG und fängt an zu trudeln. Obwohl er das Flugzeug diesmal abfangen kann, verliert er kurz seine Selbstsicherheit und ist im Begriff zu fliehen. Maverick nimmt die Erkennungsmarke von Goose in die Hand und bittet seinen verstorbenen Freund verzweifelt um Rat, findet neuen Mut, kehrt zum Geschehen zurück und schießt drei MiGs ab. Pflichtbewusst deckt Maverick zudem Iceman, der ebenfalls einen Abschuss erzielen kann. Nach diesem überaus erfolgreichen Einsatz werden Maverick und Iceman Freunde, und Maverick darf frei über seinen weiteren Karriereweg entscheiden. Er kehrt als Ausbilder nach Miramar zurück und trifft dort in einer Bar Charlie wieder.

## Produktion

### Entstehungsgeschichte
Im Laufe des Vietnamkriegs war immer deutlicher geworden, dass die amerikanischen Navy-Piloten weder beim Einsatz von Luft-Luft-Raketen noch im Kurvenkampf (englisch dog fight) gegen Maschinen der gegnerischen Luftstreitkräfte eine deutliche Überlegenheit aufwiesen. Vor allem bei den mit AIM-7 Sparrow und AIM-9 Sidewinder ausgerüsteten F-4-Phantom-II-Staffeln wurde neben dem Fehlen einer Bordkanone eine mangelnde Nahkampfqualität festgestellt, die die Piloten z. B. der F-105 Thunderchief der Air Force so nicht zeigten.
Daraufhin wurde Ende der 1960er Jahre an der navy-eigenen Eliteflugschule ein als Top Gun betitelter Ausbildungsgang eingerichtet, um Luftüberlegenheit zu trainieren. Inzwischen wird mit Top Gun oft auch besagte Fliegerschule selbst bezeichnet.
Die Inspiration zum Film erhielten die Produzenten, nachdem sie einen Artikel mit dem Titel „Top Guns“ in der Zeitschrift California von Ehud Yonay lasen. Dieser befasste sich mit dem Pilotenteam des griechisch-amerikanischen Alex „Yogi“ Hnarakis und Dave „Possum“ Cull, welches am Luftwaffenstützpunkt Miramar eingesetzt war.

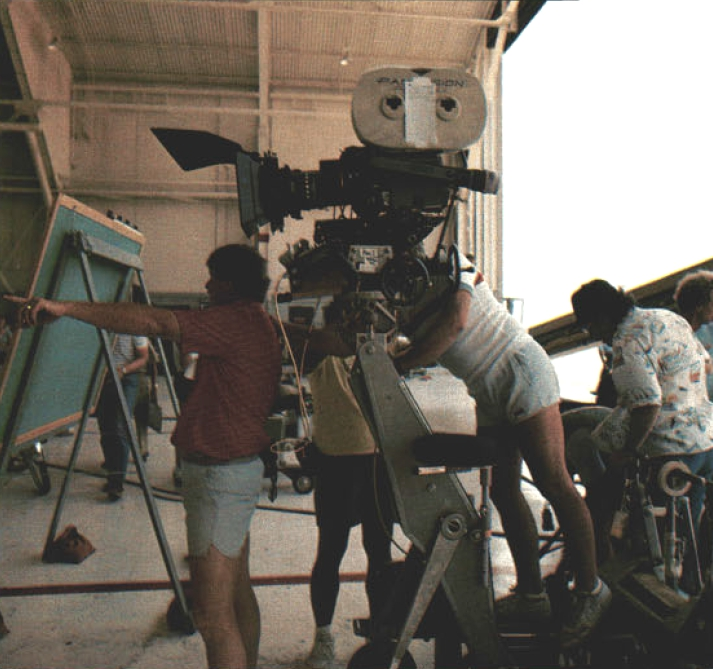
Filmarbeiten auf der Naval Air Station Miramar und NAS North Island, Kalifornien, 1985

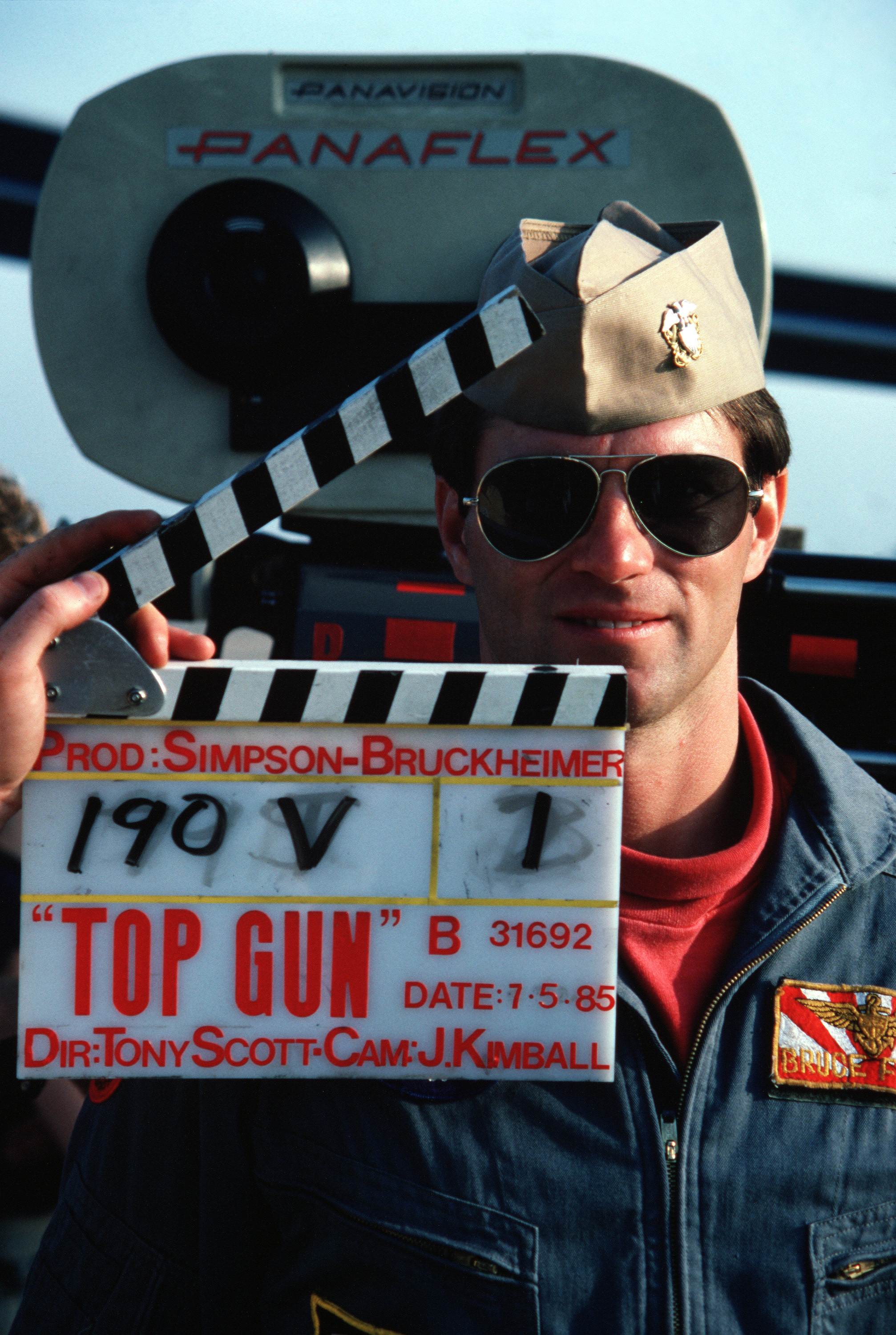
Michael D. P. Flynn, ein Navy-Pilot, der bei der Produktion mitwirkte

### Synchronisation
Bis 1996 wurde Tom Cruise von Stephan Schwartz synchronisiert, seitdem von Patrick Winczewski. In Top Gun wird Val Kilmer von Patrick Winczewski synchronisiert, sodass man in diesem Film beide Synchronstimmen von Tom Cruise hören kann.
| Rolle                             | Darsteller       | Synchronsprecher         |
| --------------------------------- | ---------------- | ------------------------ |
| Lt. Pete „Maverick“ Mitchell      | Tom Cruise       | Stephan Schwartz         |
| Charlotte „Charlie“ Blackwood     | Kelly McGillis   | Susanna Bonasewicz       |
| Lt. Tom „Iceman“ Kazanski         | Val Kilmer       | Patrick Winczewski       |
| Lt. Nick „Goose“ Bradshaw         | Anthony Edwards  | Mathias Einert           |
| Commander Mike „Viper“ Metcalf    | Tom Skerritt     | Joachim Kerzel           |
| Lt. Sam „Merlin“ Wells            | Tim Robbins      | Tobias Meister           |
| Lt. Cmdr. Rick „Jester“ Heatherly | Michael Ironside | Detlef Bierstedt         |
| Lt. Bill „Cougar“ Cortell         | John Stockwell   | Thomas Petruo            |
| Lt. Leonard „Wolfman“ Wolfe       | Barry Tubb       | Stefan Krause            |
| Lt. Ron „Slider“ Kerner           | Rick Rossovich   | Benjamin Völz            |
| Cmdr. Tom „Stinger“ Jordan        | James Tolkan     | Friedrich Georg Beckhaus |
| Carol Bradshaw                    | Meg Ryan         | Janina Richter           |

## Rezeption

### Kritiken
„Ein in verführerischen Bildkompositionen aufgelöstes Hohelied auf die militärische Gemeinschaft, die jungen Menschen Aufstieg, Erfüllung und ein hohes Maß an Abenteuerlichkeit bietet. Distanzlos und plakativ, in der auf ungebrochene Faszination setzenden Direktheit äußerst zwiespältig.“

„‚Top Gun – Sie fürchten weder Tod noch Teufel‘ entstand mit großer Hilfe von der US-Navy, woraufhin Regisseur Tony Scott einen unterhaltsamten Militärwerbefilm inszeniert hat. Flotte Songs, coole Sprüche und jede Menge aufregende Flug-Action sorgen auch nach vielen Jahren immer noch für gute Unterhaltung. Ein Knaller!“

„Filme wie Top Gun sind schwer zu beurteilen, denn seine guten Szenen sind sehr gut und seine schlechten Szenen unbarmherzig schlecht.“

### Auszeichnungen
Der Titel Take My Breath Away der Band Berlin, komponiert von Giorgio Moroder und Tom Whitlock, gewann im Jahr 1987 den Oscar in der Kategorie „Bester Song“. Im gleichen Jahr gewann das Lied den Golden Globe Award, Komponist Harold Faltermeyer wurde für die Filmmusik für den Golden Globe nominiert. Der Film erhielt drei weitere Oscar-Nominierungen: für die Toneffekte, für den Ton und für den Schnitt.
Der Film erhielt 1987 die Goldene Leinwand und den People’s Choice Award.

## Fortsetzung
Tony Scott und Tom Cruise arbeiteten bis zu Scotts Tod 2012 an einer Fortsetzung. 2014 wurden erneut Pläne für eine Fortsetzung bekannt. Im Juni 2015 wurde bekannt gegeben, dass Tom Cruise wieder Maverick verkörpern wird. Dieser macht es zur Bedingung, dass echte Flugzeuge anstatt CGI-generierter Flugzeuge verwendet werden. Im Mai 2017 ließ Cruise verlauten, dass die Fortsetzung noch im selben Jahr realisiert werde.
Am 1. Juni 2018 kündigte Tom Cruise über Twitter den ersten Drehtag und somit den Drehstart für Top Gun 2 an. Das dazugehörige Bild zeigt Tom Cruise im Pilotenanzug auf einer Rollbahn vor einem Kampfflugzeug, der Schriftzug „Feel the need“ ist ein Zitat aus Top Gun. Neben Tom Cruise ist mit Val Kilmer ein weiterer Darsteller aus dem Original bei der Fortsetzung wieder mit dabei. Der Film ist nach mehreren Verschiebungen aufgrund der COVID-19-Pandemie unter dem Titel Top Gun: Maverick am 27. Mai 2022 in die US-amerikanischen Kinos gekommen.

## Trivia
- Als Hauptdarsteller werden zu Beginn des Films nur Tom Cruise und Kelly McGillis genannt. Die später durch zahlreiche Filme bekannt gewordenen Schauspieler Val Kilmer, Meg Ryan, Michael Ironside und Tim Robbins sind hier Nebendarsteller.
- Für die Regie von Top Gun war im Vorfeld der kanadische Regisseur David Cronenberg im Gespräch gewesen.[18]
- Nach Beverly Hills Cop war dies der zweite Film, den das Produzentenduo Don Simpson und Jerry Bruckheimer gemeinsam produzierte. Nach Top Gun folgten weitere finanziell erfolgreiche Hollywood-Blockbuster, für die das Produzentenduo inzwischen bekannt ist.
- Der damals erst 19-jährige Adrian Pasdar, der später durch die Serie Heroes berühmt wurde, hatte hier sein Debüt als Schauspieler. Der Produzent Jerry Bruckheimer war beim Casting so von ihm fasziniert, dass er extra die Rolle des Chipper in den Film schreiben ließ. Ursprünglich war auch eine Dialogszene zwischen ihm und Tom Cruise im Originaldrehbuch, doch als Cruise die erste Rohfassung dieser Szene sah, ließ er diese herausschneiden. Er war, laut einem Interview, das Produzent Don Simpson am 28. Juli 1987 in der Today Show gab, „… von seiner Leinwandpräsenz eingeschüchtert“.
- Da zum Drehzeitpunkt originale russische Kampfjets nicht verfügbar waren, benutzten die Macher des Films eine schwarz lackierte amerikanische F-5E Tiger II sowie F-5F Tiger II, um die MiGs zu simulieren. Der im Film angesprochene Typ MiG-28 ist ein fiktives Flugzeug, das unter dieser Bezeichnung nie existierte.
- Die US-Marine unterstützte den Regisseur Tony Scott mit Fachwissen und Fliegern.[19]
- Einer der Marinepiloten, die für den Film die F-14 flogen, ist der amerikanische Astronaut Scott Douglas Altman.[20]
- Teile von Flugszenen wurden in der Serie JAG – Im Auftrag der Ehre sowie in der Folge „GX-1“ der Fernsehserie MacGyver wiederverwendet.
- Bryan Adams sollte den Song Only the Strong Survive zur Filmmusik beisteuern, verweigerte aber die Freigabe, da der Film seiner Meinung nach den Krieg glorifiziert.
- Die F-14-Tomcat-Staffel, die am Anfang gezeigt wird, war die VF-1 „Wolfpack“, Rufzeichen: „Wichita“.
- Fast alle Piloten- und RIO-Darsteller flogen mindestens einmal selbst in einer Tomcat mit, um ein Gefühl für die Situation zu bekommen; es wurden auch einzelne Filmaufnahmen davon für den Film übernommen. Sie wirkten realistischer.
- Am 23. Januar 2011 wurde vom chinesischen Staatssender CCTV ein Beitrag über chinesische Luftwaffenmanöver ausgestrahlt, bei dem Szenen aus Top Gun eingeschnitten waren.[21]
- Der amerikanische Kamerapilot Art Scholl verunglückte während der Dreharbeiten bei einem Absturz mit seiner Pitts tödlich.
- Zwar spielt der Film auf der Enterprise, die meisten Aufnahmen wurden jedoch auf der Ranger gedreht. Nur in den Totalen ist die Enterprise zu sehen.
- Das Rufzeichen Maverick geht auf den amerikanischen Anwalt und Viehzüchter Samuel A. Maverick (1803–1870) zurück. Im Gegensatz zu den übrigen Züchtern brandmarkte er seine Rinder nicht. Kälber ohne Brandzeichen werden seither auf Englisch „Mavericks“ genannt. Im englischen Sprachgebrauch ist seitdem ein Maverick eine Person, die Unabhängigkeit in Denken und Handeln zeigt, ein Nonkonformist, Rebell, oder Außenseiter ist. Im deutschen Sprachgebrauch beschreibt die Bezeichnung „Einzelgänger“ einen Maverick am ehesten.
- Die FSK-Alterseinstufung wurde im Jahr 2001 auf „ab 12 Jahren“ heruntergestuft.[22] Bei der ursprünglichen Veröffentlichung in Deutschland war der Film noch für Jugendliche ab 16 Jahren eingestuft.
- Die Top Gun-Flugschule entstand aus einem Ausbildungsgang der US Navy und ist heute offenbar nicht besonders glücklich über die durch den Film befeuerte Bekanntheit: Angeblich muss jeder fünf Dollar Strafe zahlen, wenn man aus dem Film zitiert.[19]
- Val Kilmer wollte ursprünglich nicht im Film mitspielen, allerdings zwangen ihn vertragliche Verpflichtungen dazu. Am Ende stellte sich Top Gun als einer seiner größten Erfolge heraus.[19]
- Für den Film wurden zwei echte Raketenabschüsse von Kampfjets genehmigt. Diese wurden aus mehreren Kamerawinkeln aufgenommen und mehrfach verwendet. Die Effekte waren so überzeugend, dass anschließend Untersuchungen stattfanden, da das Militär annahm, es hätte mehr als die genehmigten echten Abschüsse gegeben.[19]
- Die US-Marine profitierte stark von ihrer Unterstützung des Films: Neben einer Aufpolierung des Images konnte man nach dem Kinostart die meisten neuen Rekruten seit Jahren verzeichnen. Dabei waren Rekrutierungskabinen behilflich, die extra in zahlreichen Kinos in den Staaten aufgebaut wurden, weil man so Zuschauer, die noch vom Film aufgeregt waren, direkt nach der Sichtung fürs Militär gewinnen konnte.[19] Für die zahlreichen positiven Effekte, die der Film der US-Marine brachte, erhielt Tom Cruise im Dezember 2024 den Navy Distinguished Public Service Award, die höchste Auszeichnung, die die US-Marine an Zivilisten vergeben kann.[23]
- Im 1994 erschienenen Comedy-Drama Sleep with Me – Liebe zu dritt stellt die von Quentin Tarantino gespielte Figur Sid eine mit mehreren Argumenten unterfütterte These auf, dass der Film in Wahrheit „von dem Kampf eines Mannes mit seiner Homosexualität“ handle.
- Die Idee zum Film basiert auf einem Artikel des israelischen Schriftstellers Ehud Yonay in der Zeitschrift California Magazine.[24]